# 1970 en science-fiction
| Années de la science-fiction : 1967 - 1968 - 1969 - 1970 - 1971 - 1972 - 1973    |
| Décennies de la science-fiction : 1940 - 1950 - 1960 - 1970 - 1980 - 1990 - 2000 |

L'année 1970 a été marquée, en matière de science-fiction, par les événements suivants.

## Naissances et décès

### Naissances
- 23 août : Johan Heliot, écrivain français.

### Décès
- 1er janvier : Paul Alfred Müller, écrivain allemand, né en 1901, mort à 68 ans.

## Événements
- Création du prix Seiun, prix japonais de science-fiction.

## Prix

### Prix Hugo
- Roman : La Main gauche de la nuit (The Left Hand of Darkness) par Ursula K. Le Guin
- Roman court : Le Navire des ombres (Ship of Shadows) par Fritz Leiber
- Nouvelle courte : Le Temps considéré comme une hélice de pierres semi-précieuses (Time Considered as a Helix of Semi-Precious Stones) par Samuel R. Delany
- Film ou série : News coverage of Apollo XI
- Magazine professionnel : The Magazine of Fantasy & Science Fiction
- Artiste professionnel : Frank Kelly Freas
- Magazine amateur : Science Fiction Review (Richard E. Geis, éd.)
- Écrivain amateur : Bob Tucker
- Artiste amateur : Tim Kirk

### Prix Nebula
- Roman : L'Anneau-Monde (Ringworld) par Larry Niven
- Roman court : Mauvaise rencontre à Lankhmar (Ill Met in Lankhmar) par Fritz Leiber
- Nouvelle longue : Sculpture lente (Slow Sculpture) par Theodore Sturgeon
- Nouvelle courte : Non attribué

### Prix British Science Fiction
- Roman : L'Orbite déchiquetée (The Jagged Orbit) par John Brunner

### Prix E. E. Smith Mémorial
- Lauréat : Judy-Lynn del Rey

### Prix Seiun
- Roman japonais : Reichōrui minami he par Yasutaka Tsutsui

## Parutions littéraires

### Romans
- L'Anneau-Monde par Larry Niven.
- L'Année du soleil calme par Wilson Tucker.
- La Captive aux cheveux de feu par Marion Zimmer Bradley.
- Coulez mes larmes, dit le policier par Philip K. Dick.
- L'Étoile et le Fouet par Frank Herbert.
- Le Pnume par Jack Vance.
- Les Profondeurs de la Terre par Robert Silverberg.
- Le Ravin des ténèbres par Robert A. Heinlein.
- Les Seigneurs de la guerre par Gérard Klein.
- La Tour de verre par Robert Silverberg.
- Le Voyage de Simon Morley par Jack Finney.

### Recueils de nouvelles et anthologies
- Les Chefs-d'œuvre de la science-fiction

### Nouvelles
- Les Amours d'Ismaël par Robert Silverberg.
- Nous savons qui nous sommes, par Robert Silverberg.
- Sculpture lente par Theodore Sturgeon.

## Sorties audiovisuelles

### Films
- Crimes of the Future par David Cronenberg.
- Gas-s-s-s par Roger Corman.
- Le Cerveau d'acier par Joseph Sargent.
- Le Dernier Homme par Charles Bitsch.
- Les Envahisseurs de l'espace par Ishirō Honda.
- Le Temps de mourir par André Farwagi.
- Le Secret de la planète des singes par Ted Post.
- Le Maître du temps par Jean-Daniel Pollet.
- Le Jeu des millions par Tom Toelle.
- Ils par Jean-Daniel Simon.
- Orloff et l'homme invisible par Pierre Chevalie.
- Terre brûlée par Cornel Wilde.
- Tout spliques étaient les Borogoves par Daniel Le Comte.
- Messieurs, j'ai tué Einstein par Oldřich Lipský.
- Signal, une aventure dans l'espace par Gottfried Kolditz.
- Sur la comète par Karel Zeman.